# Route nationale 122 (Italie)
Pour les articles homonymes, voir Route nationale 122 (homonymie).
La route nationale 122 Agrigentina (SS 122), est une route nationale italienne, qui commence à Agrigente et se termine au carrefour Benesiti, dans la campagne d'Enna. Le tracé serpente à travers les provinces d'Agrigente et de Caltanissetta, longeant la province d'Enna dans son dernier tronçon. Le long de son parcours, l'ouvrage traverse les villes d'Agrigente, Favara, Castrofilippo, Canicattì, Serradifalco, San Cataldo et Caltanissetta.
Au fil des ans, son importance en tant que lien entre Agrigente et Caltanissetta fut considérablement réduite par la construction, dans les années soixante-dix, de la route nationale 640 de Porto Empedocle (aujourd'hui appelée Strada degli Scrittori), une voie rapide qui réduit le temps de parcours entre les deux chefs-lieux. Cependant, la route joue toujours un rôle important comme lien entre les villes voisines et comme alternative à la SS 640 pour le transit des véhicules agricoles lents et lourds, très présents dans le centre-sud de la Sicile.

## Parcours
| Agrigentina |                                                          |      |          |
| Type        | Indication                                               | ↓km↓ | Province |
|             | Corleonese Agrigentina della Valle del Platani           | 0,0  | AG       |
|             | Strada degli Scrittori                                   | 2,3  | AG       |
|             | Strada degli Scrittori                                   | 2,5  | AG       |
|             | Favara pour le carrefour Crocca, SS 115                  | 10,1 | AG       |
|             | Sella Monello di Naro                                    | 20,6 | AG       |
|             | Castrofilippo                                            | 23,0 | AG       |
|             | pour Strada degli Scrittori                              | 26,4 | AG       |
|             | Canicattì di Licata delle Solfare di Naro                | 33,1 | AG       |
|             | Tangenziale Est di Canicattì                             | 35,3 | AG       |
|             | Strada degli Scrittori                                   | 38,3 | AG       |
|             | Strada degli Scrittori                                   | 38,5 | AG       |
|             | Ligne de Caltanissetta à Agrigente                       | 40,1 | CL       |
|             | Serradifalco-Mussomeli                                   | 45,0 | CL       |
|             | pour Serradifalco                                        | 47,0 | CL       |
|             | pour Mussomeli                                           | 49,0 | CL       |
|             | San Cataldo San Cataldo-Marianopoli                      | 58,6 | CL       |
|             | Caltanissetta Viale della Regione Strada degli Scrittori | 64,6 | CL       |
|             | Caltanissetta Place Garibaldi Agrigentina                | 66,8 | CL       |
|             | Village Santa Barbara                                    | 70,9 | CL       |
|             | Pont Capodarso Fleuve Imera meridionale                  | 78,4 | CL / EN  |
|             | di Marcatobianco della Valle del Salso                   | 79,0 | EN       |
|             | Carrefour Benesiti Centrale Sicula                       | 88,0 | EN       |